# آيت السبع (آيت سبع لجروف)
آيت السبع هي إحدى مشيخات المملكة المغربية، تتبع جغرافيا لإقليم صفرو وإداريًا لآيت سبع لجروف. يقدر عدد سكانها بـ 3751 نسمة حسب الإحصاء الرسمي للسكان والسكنى لسنة 2004.